# Cliococca selaginoides
Cliococca selaginoides là một loài thực vật có hoa trong họ Linaceae. Loài này được (Lam.) C.M.Rogers & Mildner mô tả khoa học đầu tiên năm 1971.

## Hình ảnh

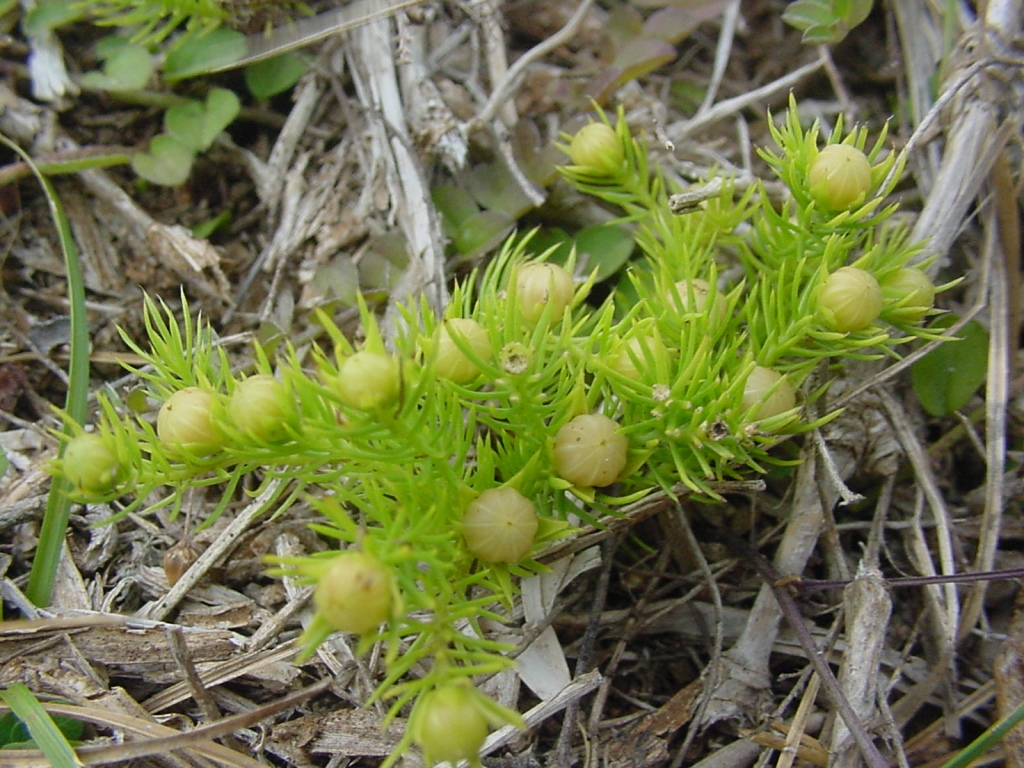